# Fauconnet à pattes jaunes
Polihierax insignis
Espèce
Répartition géographique
Statut de conservation UICN

 NT  : Quasi menacé
Statut CITES
Le Fauconnet à pattes jaunes (Neohierax insignis) est une espèce d'oiseaux de la famille des Falconidae.

## Répartition
Cette espèce vit au Cambodge, au Laos, au Myanmar, en Thaïlande et au Vietnam.